# Ivan Ilitch Glazounov
Pour les articles homonymes, voir Glazounov (homonymie).
Ivan Ilitch Glazounov (Иван Ильич Глазунов), né en 1826 et mort en 1889, est un éditeur et libraire russe, nommé conseiller secret. Il est également bourgmestre de Saint-Pétersbourg. Ivan Glazounov est le frère des éditeurs Constantin Glazounov (1828-1914, père du compositeur Alexandre Glazounov) et d'Alexandre Glazounov (1829-1896).

## Biographie
Il naît le 7/19 janvier 1826, fils aîné de l'éditeur Ilia Glazounov et petit-fils d'Ivan Glazounov. Il est instruit dans une pension privée et au 2e gymnasium de Saint-Pétersbourg.
Il commence à travailler dans les affaires de son père en 1841 et la dirige après la mort de ce dernier en 1849, avec ses frères puinés. Jusqu'en 1856, l'affaire d'édition et de vente de livres n'est pas florissante; mais elle prend de l'ampleur à partir des années 1860. De 1849 à 1882, la firme sous la direction d'Ivan Glazounov publie 205 titres, dont plus de la moitié sont des manuels d'enseignement, dont Histoire de la littérature russe d'Alexeï Galakhov, les 6e, 7e, 10e et 11e tomes de l'Histoire de la Russie de Sergueï Soloviov, et d'autres ouvrages de Vostokov, Bytchkov, Kaïdanov, Kühner, Simachko, Ouchinski, Filonov, etc.
Dans les années 1860, la maison édite des œuvres d'écrivains russes du XVIIIe siècle et du début du XIXe siècle sous l'autorité de Piotr Efremov, comme Cantémir, Fonvizine, Maïkov, Loukine et Eltchaninov. Elle obtient aussi les droits d'éditer les œuvres de Lermontov, de Joukovski, de Tourgueniev, de Gontcharov, d'Ostrovski et les publie.
La maison édite des catalogues sous l'autorité d'Efremov et Mejov à partir de 1865. En 1882, le centenaire de la maison Glazounov est célébré, et elle publie pour cette occasion un Bref aperçu de l'activité commerciale et éditoriale des Glazounov pendant cent ans 1782-1882 (Saint-Pétersbourg, 1883, réédité en 1903) qui n'est pas destiné à la vente. La maison est commissionnaire de l'Académie impériale des sciences, du Saint-Synode, des départements du ministère de l'instruction publique, du ministère des biens de l'Empire.
En plus de ses affaires éditoriales, Glazounov s'investit dans la vie sociale. En 1853-1854, il devient membre de l'assemblée municipale de Saint-Pétersbourg et en 1857-1861 de la Douma générale de Saint-Pétersbourg; après la réforme de cette assemblée, il est à la tête de différentes commissions financières, celle de la voirie, de l'hygiène publique et de la construction du pont Alexandre II, ainsi que des hôpitaux militaires, etc. Il s'investit particulièrement pendant une épidémie de choléra. Il est en même temps député de la classe des marchands à la Banque d'État, membre du conseil du commerce et de l'industrie (à partir de 1872), directeur de la Société de crédit municipal (à partir de 1861), membre honoraire du conseil de l'École de commerce (à partir de 1861), directeur d'hospices de charité (à partir de 1866).
Il reçoit pour ses activités l'ordre de Saint-Stanislas de IIIe classe (1863) puis de IIe classe (1875) et l'ordre de Saint-Vladimir de IVe classe (1866). Pour ses activités sociales, Glazounov est élevé à la IIIe classe de cette décoration et anobli par un oukaze du 4 mars 1876. Ses armes représentent un champ d'or avec un griffon écarlate aux yeux et à la langue d'argent.
De 1881 à 1885, Glazounov est bourgmestre de Saint-Pétersbourg.
Il est nommé le 25 décembre 1881 conseiller d'État effectif et reçoit en 1882 l'ordre de Saint-Stanislas de Ire classe et en 1883, l'ordre de Sainte-Anne de Ire classe. Il est ensuite distingué au rang de conseiller secret.
En 1885, il est choisi pour les élections de l'assemblée municipales, mais n'est pas élu.
Mais bientôt, il est traduit en justice dans le cas de désordres dans une société de crédit et il est contraint d'arrêter ses activités sociales. À la fin de 1888, la cour de justice le blanchit, lui et ses partenaires, dans la gestion des affaires de cette société de crédit, de tout soupçon d'actions malhonnêtes et illégales, mais Glazounov n'est plus inclus à la Douma de la ville pour un nouveau mandat (1889-1893).
Il meurt le 3/19 décembre 1889 à Saint-Pétersbourg et est enterré dans la chapelle Galitzine-Mikhaïlov du cimetière du monastère de la Trinité-Saint-Serge de Strelna.

## Source de la traduction
- (ru) Cet article est partiellement ou en totalité issu de l’article de Wikipédia en russe intitulé « Глазунов, Иван Ильич (1826) » (voir la liste des auteurs).